# لودمیلا دودارووا
لودمیلا دودارووا (انگلیسی: Ludmilla Dudarova) بازیگر زن اهل رومانی است. وی بیشتر به دلیل فعالیت در سینمای ایتالیا شناخته میشود.
از فیلم‌ها یا برنامه‌های تلویزیونی که وی در آن نقش داشته است می‌توان به فابیولا، اولیس، جادوی سیاه، پرنس روباهان و ترانه بهار اشاره کرد.